# Еллеваутсдейк
Еллеваутсдейк (нід. Ellewoutsdijk) — село в нідерландській провінції Зеландія. Входить до муніципалітету Борселе.
Його площа становить 6,41 км², а населення станом на 2021 рік складало 375 осіб.
Перша згадка про населений пункт датується 1216 роком.
До 1970 року мало статус окремого муніципалітету.

## Галерея

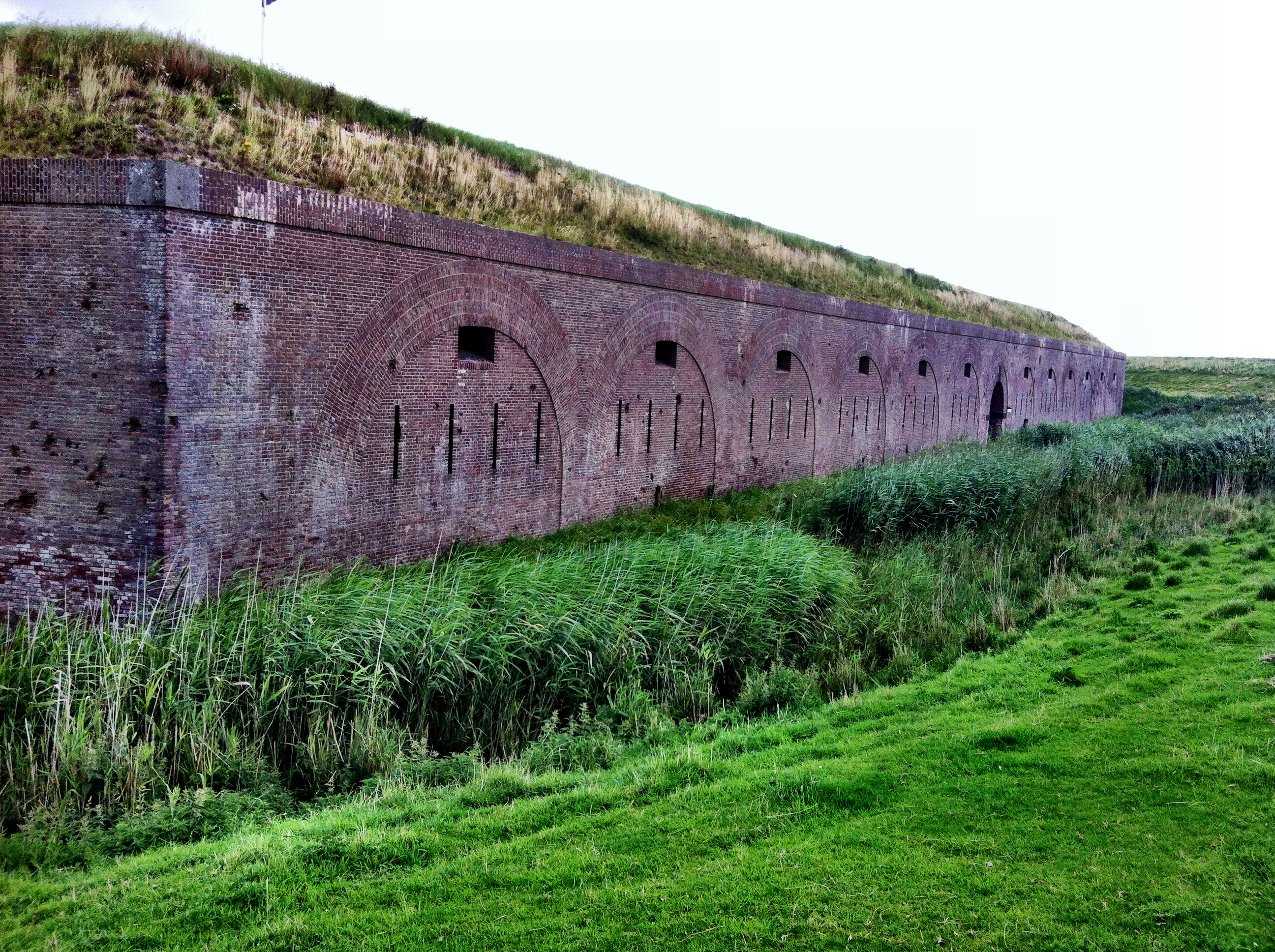
Форт Еллеваутсдейк
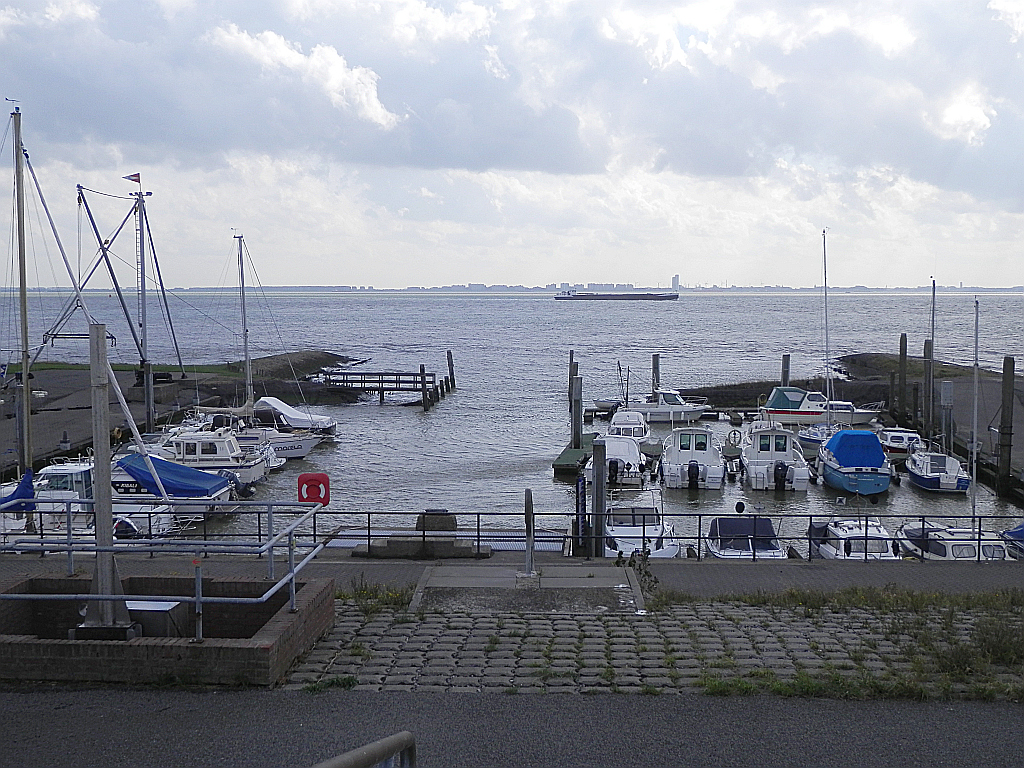
Причал у селі
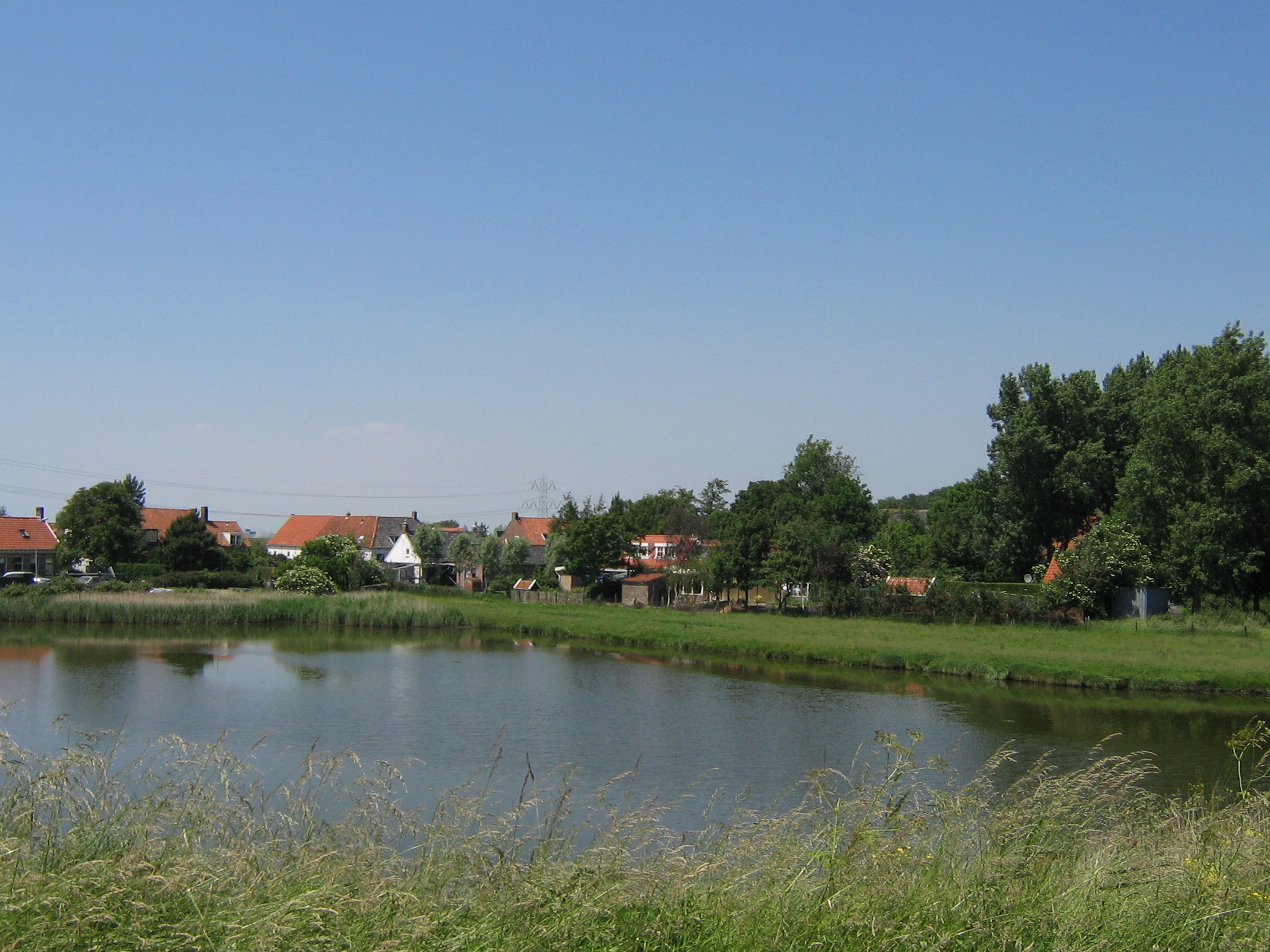
Панорама села
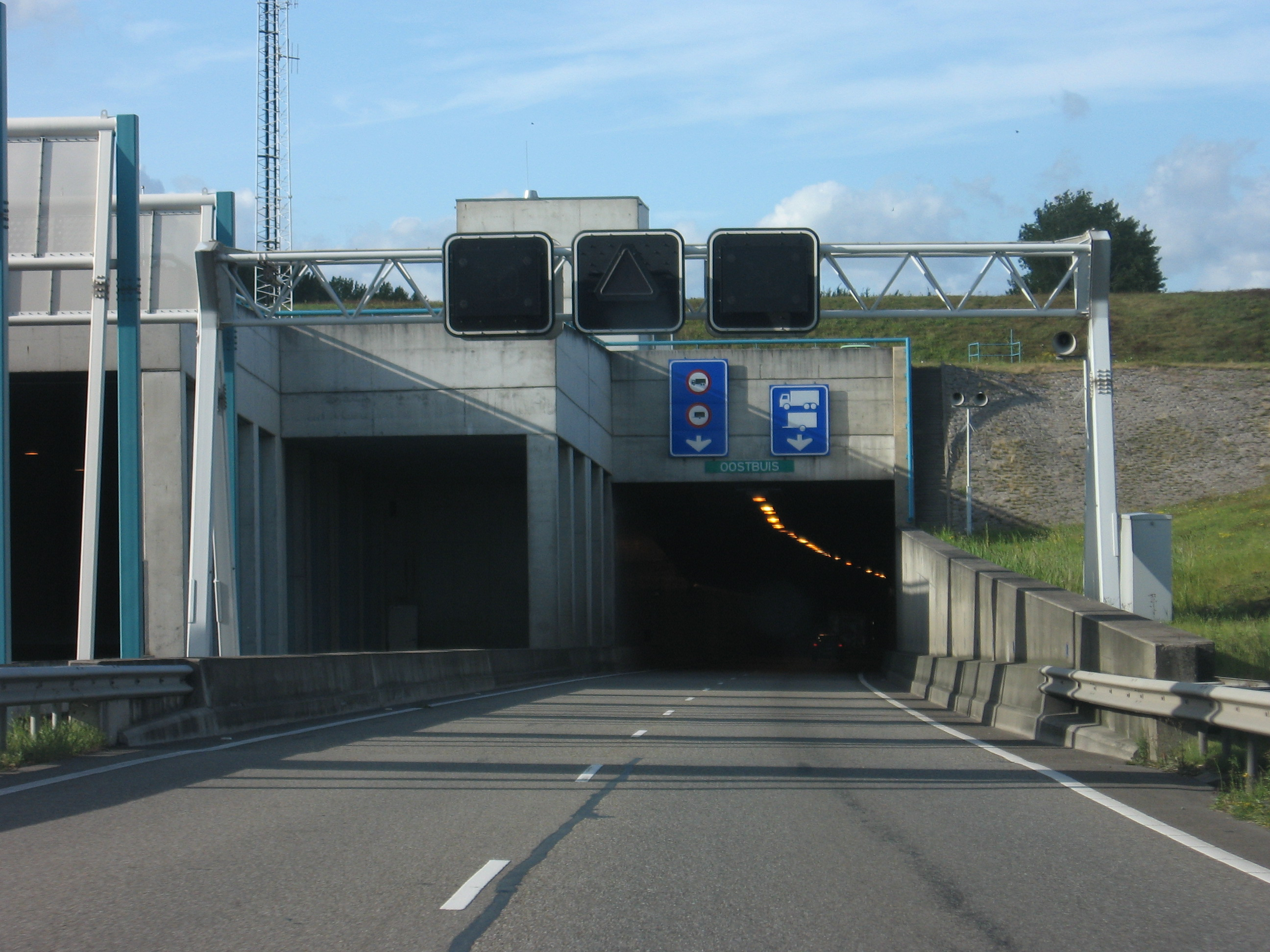
Автомобільний тунель поблизу села